# Saint-Pierre-de-Genebroz
Saint-Pierre-de-Genebroz é uma comuna francesa na região administrativa de Auvérnia-Ródano-Alpes, no departamento de Saboia. Estende-se por uma área de 6,14 km². Em 2010 a comuna tinha 335 habitantes (densidade: 54,6 hab./km²).